# Ахмад-шах I Бахмані
Ахмад-шах I Валі (урду احمد شاہ ولی بہمنی; д/н — 17 квітня 1436) — султан держави Бахмані у 1422—1436 роках. Вів запеклі й тривалі війні з Малавським і Гуджаратським султанатами, Віджаянагарською імперією. Сприяв розвиткуго сподарства та культури, поширенню шиїзму.

## Життєпис

### Молоді роки
Онук султана Ала-ад-дін Бахман-шаха, другий син Ахмад-хана. Близько 1378 року разом зі своїм братом Фірузом був всиновлений стриєчним братом Мухаммад-шахом II, що став новим султаном. Останній видав своїх доньок за Ахмада і Фіруза. Здобув всебічну та ґрунтовну освіту.
1397 року допомагав братові у боротьбі проти Тагалчину, очільнику тюркської гвардії, який фактично був правителем при молодому султані Дауд-шахі II. Внаслідок перемоги Фіруз зайняв трон. Активно допомагав останньому у внутршніх справах на посаді вакіля (першого міністра). 
Втім 1422 року Фіруз-шах за порадою своїх міністрів вирішив осліпити Ахмада, оскільки побоювався, що той повалить його сина Гасан-хана. Ахмад зумів втекти, а потім зібрати військо, з яким переміг султанську армію, після чого увійшов до столиці. 22 вересня того ж року він змусив Фіруз-шаха зрікся влади на свою користь.

### Панування

#### Зовнішня політика
1423 року атакував Девараю II, магараджахіраджу Віджаянагару, дійшовши до ворожої столиці. Незважаючи на те, що бахманідським військам не вдалося її захопити Ахмад-шах I повернув втрачені його братом у 1420 році землі та змусити магараджахіраджу сплатити данину.
1424 року завдав поразки Речерлаському наякству, що намагався скинути залежність від Бахмані за допомогою династії Редді. 1425 року захопив столицю наякства Варангал з навколишніми землями, які приєднав до султанату. Того ж року атакував Хошанг Шаха, султана Малави, але без певного успіху. 1428 року підкорив князівство Кхерла, за яку відновилася війна з Хошанг Шахом. 
Невдовзі починаються війни з Ахмад-шахом I, султаном Гуджарату. 1429 року спільно з Канхараджеєю, магараджею Джалаваду, вдерлася до Нандурбару, але зрештою союзники зазнали поразки. Нова кампанія почалася 1430 року, разом з Насір-ханом Фарукі, султаном Хандешу (союз з ним було скріплен ошлюбом Ахмад-шаха Бахмані й доньки Насір-хана). Союзники знову зазнали поразки від гуджаратської армії. В результаті Ахмад-шах I Бахмані втратив Тхане і острів Махім (на північ від Бассейну). 1431 року султан Бахмані намагався взяти реванш, але після початкових успіхів зазнав поразки в битві біля Баглану. Після цього великі кампанії припинилися, обмежившись прикордонними сутичками.

#### Внутрішня політика
Продовжував політику попередника щодо залучення з Кавказу та Персії талановитих літераторів, суфіїв, адміністраторів, вояків і ремісників. Також підтримував контакти з шиїтськими імамами Кербели в Іраку. Внаслідок цього активно збільшувалася шиїтська громада. 1429 року сам султан навернувся до шиїзму.
Провів грошову реформу, внаслідок чого було стандартизовано срібну (танка) і мідну монету, які тепер мали вагу в 11 г. Також зберіг динар як повністю золоту монету.
У 1432 році переніс столицю султанату з Гулбарги до Бідару. Помер 1436 року. Мусульманами вважається святим (валі) Гробниця Ахмеда-шаха та його дружини розташована в селі Аштур округу Бідар і є предметом щорічного свята урсу (річниці смерті). Трон спадкував його син Ахмад-шах II